# M. Stanley Whittingham
M. Stanley Whittingham, właściwie Michael Stanley Whittingham (ur. 22 grudnia 1941 w Nottingham) – brytyjski chemik. Laureat Nagrody Nobla w dziedzinie chemii w 2019 roku wraz z Johnem B. Goodenoughem i Akirą Yoshino za prace nad akumulatorami litowo-jonowymi.

## Życiorys
Urodził się 22 grudnia 1941 r. w pobliżu Nottingham. Naukami przyrodniczymi zainteresował się za sprawą ojca, który był inżynierem, oraz za sprawą swojego nauczyciela chemii. Uczęszczał do Stamford School w Lincolnshire. Studiował chemię nieorganiczną na New College na Uniwersytecie Oksfordzkim i w 1964 r. uzyskał licencjat, a w trzy lata później magisterium. W 1968 r. obronił doktorat na tej samej uczelni. W tym okresie zajmował się tlenkami wolframu i stopami wolframu jako potencjalnymi katalizatorami w produkcji gazu, ale po kilku miesiącach od rozpoczęcia tych badań odkryto złoża gazu na Morzu Północnym i sponsorzy wymusili na Whittinghamie badania nad uzyskiwaniem wolframu z tlenków tego pierwiastka.
Po tym nieudanym epizodzie przeniósł się do USA, do pracowni Roberta A. Hugginsa na Uniwersytecie Stanforda, ale z powodu małej liczby chemików zajmujących się tą dziedziną badań, był zmuszony związać się z wydziałem materiałoznawstwa. W 1971 r. zdobył za swoją pracę o szybkim transporcie jonów w stałym elektrolicie nagrodę Stowarzyszenia Elektrochemii. Wkrótce potem prof. Ted Geballe zaangażował go do pracy w nowym zespole laboratoryjnym mającym pracować w Linden w New Jersey, w związku z czym od 1972 do 1984 r. pracował w dziale badawczym koncernu paliwowego Exxon, który w czasie kryzysu naftowego zaczął prace nad alternatywą dla paliw płynnych, w tym napędem elektrycznym oraz odpowiednimi bateriami. Dla pracy w tym koncernie odrzucił ofertę Uniwersytecie Cornella, gdyż uczelnia ta oferowała mu posadę na wydziale materiałoznawstwa, a nie wydziale chemicznym.
W 1972 r. Whittingham opracował pierwsze baterie litowe wielokrotnego ładowania. Pięć lat później wraz z Johnem B. Goodenoughem napisał książkę o magazynowaniu energii w ujęciu chemii ciała stałego, a w 1981 r. utworzył nowe czasopismo Solid State Ionics, które redagował przez kolejne 20 lat. W 1984 r. przeszedł do laboratorium firmy Schlumberger-Doll i przez cztery lata kierował tam własnym zespołem badawczym. Pod koniec lat 80. wrócił do pracy akademickiej i podjął pracę na State University of New York at Binghamton (1988 r.), po tym jak zainteresowanie przemysłu badaniami spadło. Przez pięć lat był prorektorem ds. nauki, a przez sześć wiceszefem fundacji badawczej uczelni. W tym czasie japońskie koncerny, w szczególności SONY, poczyniły duże postępy w komercjalizacji litowych baterii wielokrotnego użytku, i kiedy Whittingham wrócił do badań nad akumulatorami, Japończycy byli wówczas bardziej zaawansowani.
W czasie pracy na Uniwersytecie Stanforda poznał późniejszą żonę Georginę, doktorantkę literatury latynoamerykańskiej, z którą doczekał się dwojga dzieci.